# Trierischer Hof (Dreieichenhain)

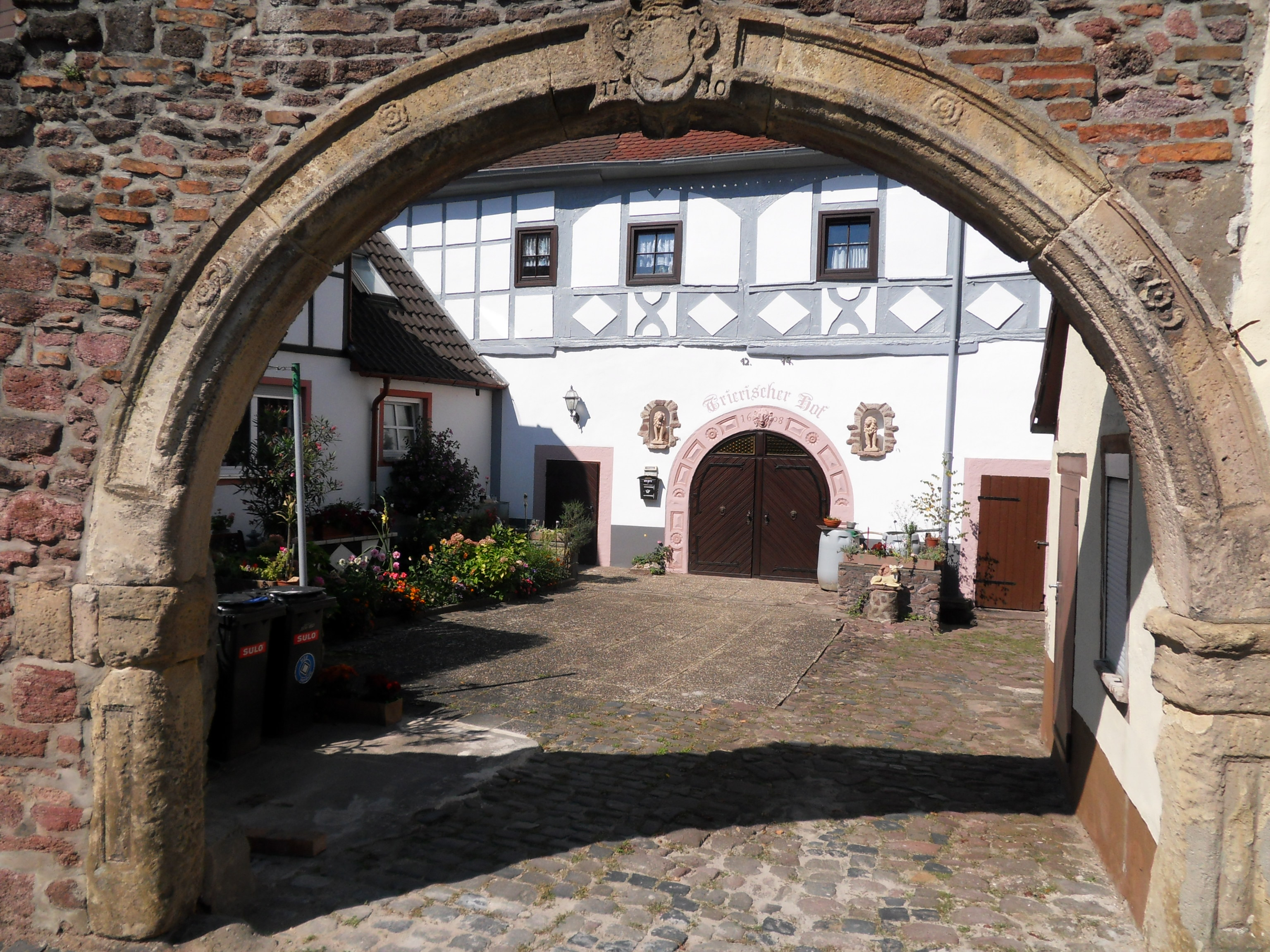
Trierischer Hof in Dreieichenhain

Der Trierische Hof in Dreieichenhain, einem Stadtteil von Dreieich im südhessischen Landkreis Offenbach, ist eine ehemalige Hofanlage an der Spitalgasse 10–18. Sie ist ein geschütztes Kulturdenkmal.
Der dreiseitige, rückwärtig auf die Stadtmauer aufgebaute Gebäudekomplex stammt aus unterschiedlichen Zeiten. Ursprünglich stand hier ein Burgmannenhof der Herren von Heusenstamm, deren letzter Nachfolger Bischof von Trier war. 
Im Gewände des rundbogigen Hofportals ist ein Wappenschild mit Bürgerkrone und das Datum 1710 zu sehen. 
Das Fachwerk der Seitenflügel steht auf massivem Unterbau und ist ohne Schmuck. Der Mittelbau ist mit Rauten und unter den Fenstern mit sogenannten Feuerböcken gestaltet. 
Im Inneren des rechten Flügels ist im ersten Obergeschoss eine Stuckdecke erhalten.